# Pleśna (województwo zachodniopomorskie)
Pleśna (do 1945 niem. Pleushagen) – wieś niesołecka w Polsce położona w województwie zachodniopomorskim, w powiecie koszalińskim, w gminie Będzino. Miejscowość leży 400 m od wybrzeża Bałtyku. W okolicy zachowane bunkry z czasów II wojny światowej.
Teren Pleśnej znajduje się w obszarze chronionego krajobrazu Koszalińskiego Pasa Nadmorskiego, a las przy północnej części wsi został objęty obszarem ochrony siedlisk Trzebiatowsko-Kołobrzeski Pas Nadmorski.
Znajduje się tu ośrodki letniego wypoczynku dla dzieci i młodzieży:
- Baza obozowa Związku Harcerstwa Polskiego – właściciel: Hufiec ZHP Ziemi Raciborskiej
- Obóz młodzieżowy miasta Racibórz i Ośrodek Wczasowy "Pleśna Park"

## Historia
Na podstawie odnalezionej ceramiki, pierwsze ślady osadnictwa datuje się na przełom wieku XV i XVI.
Pierwsza wzmianka o osadzie pochodzi z XVI w, w 1575 roku książę zachodniopomorski Kazimierz potwierdził posiadanie wsi jako lenno przez braci von Dammnitz z Domacyna. Wieś zwana w tym piśmie Pleushagen była lennem tej rodziny do XIX wieku. Od 1884 do czasów II wojny światowej jej właścicielami była rodzina von Blanckenburg. Z dawnego zespołu dworsko-folwarcznego zachowała się rezydencja oraz zespół domów mieszkalnych z XIX i I poł. XX w. otacza je 2 ha park. Wczesnoklasycystyczny dwór powstał na przełomie XIX i XX w., w latach 70. XX wieku został przebudowany, obecnie należy do koszalińskiej Fundacji Pomocy w Kształceniu Młodzieży Wiejskiej ks. biskupa Mariana Gołębiewskiego.

## Osoby związane z Pleśną
- Albrecht von Roon (1803-1879), pruski feldmarszałek